# Archaeochlus tonnoiri
Archaeochlus tonnoiri är en tvåvingeart som beskrevs av Lars Zakarias Brundin 1966. Archaeochlus tonnoiri ingår i släktet Archaeochlus och familjen fjädermyggor. Inga underarter finns listade i Catalogue of Life.